# 3470 Yaronika
3470 Yaronika è un asteroide della fascia principale. Scoperto nel 1975, presenta un'orbita caratterizzata da un semiasse maggiore pari a 2,3459091 au e da un'eccentricità di 0,1454732, inclinata di 2,55703° rispetto all'eclittica.
L'asteroide è dedicato a Jaroslav Černych, detto Jaronika, figlio dello scopritore.